# 沙滕哈爾布
沙滕哈爾布是瑞士的城鎮，位於該國中西部，由伯恩州負責管轄，面積31.53平方公里，海拔高度600米，2011年人口577，人口密度每平方公里18人。